# خليل مشهدية
خليل مشهدية من مدينة دمشق هو سياسي سوري .عضو في مجلس الشعب السوري وعضو في اللجنة المركزية لحزب البعث العربي الاشتراكي في سوريا.من مواليد دمشق 1951 .

## الدراسة والعمل
يحمل شهادة الدكتوراه في الطب البشري من جامعة حلب 1975.أخصائي في جراحة القلب و الصدر من بريطانيا 1983.عمل رئيسا لقسم جراحة الصدر في مشفى دمشق حتى عام 2000.

## العضوية
وشغل عدة مناصب منها
- أمين سر نقابة أطباء دمشق بين عامي 1996_2000.
- أمين سر جمعية أطباء وجراحي الصدر في سوريا حتى عام 2000
- عضو مجلس محافظة دمشق لدورتين متتاليتين.

## مناصب
- عضو قيادة فرع دمشق لحزب البعث رئيسا لمكتب النقابات ثم العمال والاقتصادي بين عامي 2000_2003.
- أمين فرع دمشق لحزب البعث العربي الاشتراكي بين عامي 2003-2009.
- محافظ اللاذقية منذ عام 2009.
- محافظ القنيطرة [1]